# Vesela jesen 1977
XI. Vesela jesen je potekala 5. novembra 1977 v dvorani C mariborskega sejmišča v organizaciji Društva glasbenih delavcev Harmonija. Vodila sta jo Metka Šišernik-Volčič in Saša Veronik, orkestru pa sta dirigirala Edvard Holnthaner in Jože Privšek.

## Tekmovalne skladbe
| #   | Izvajalec                     | Naslov skladbe             | Avtor glasbe / besedila / aranžmaja                           | Nagrade                              |
| --- | ----------------------------- | -------------------------- | ------------------------------------------------------------- | ------------------------------------ |
| 1.  | Milan Petrovič                | V goricah                  | Milan Petrovič / Franček Gorički / Kornbacher                 |                                      |
| 2.  | Meri Avsenak                  | Ličkarce                   | Silvester Mihelčič / Toni Gašperič / Bojan Adamič             |                                      |
| 3.  | Kvartet Radia Murska Sobota   | Vorar Pišta                | Aleksander Vlaj / Aleksander Vlaj / Edvard Holnthaner         |                                      |
| 4.  | Dušan Kobal                   | Riba na topuolo puoje      | Berti Rodošek / Dušan Kobal / Berti Rodošek                   |                                      |
| 5.  | Janko Ropret                  | Bohinsko vesele            | Jože Kreže / Jože Kreže / Mojmir Sepe                         | zlati klopotec                       |
| 6.  | Rajko Stropnik & ans. Kvik    | Pesem z Obirja             | Rajko Stropnik / Rajko Stropnik / Jože Privšek                |                                      |
| 7.  | Alenka Pinterič               | Belokranjska mati          | Silvester Mihelčič / Toni Gašperič / Jani Golob               |                                      |
| 8.  | Edvin Fliser                  | Klobase i cviček           | Bojan Adamič / Jelka Žmuc / Bojan Adamič                      |                                      |
| 9.  | Čudežna polja                 | Takši so pjebi             | Boris Rošker / Dragica Škerlevaj / Jani Golob                 | 2. nag. občinstva                    |
| 10. | Braco Koren                   | Ko je v rotah črešna zreva | Bojan Adamič / Marjan Stare / Bojan Adamič                    | nagrada za besedilo                  |
| 11. | Ivo Mojzer                    | V našem kraji je lipov     | Ati Soss / Jože Brunec / Ati Soss                             |                                      |
| 12. | Branka Kraner                 | Ko me osvajaš              | Renato Lah / Boris Nikovec, Branka Kraner / Edvard Holnthaner | 1. nag. občinstva, nag. za debitanta |
| 13. | Pavlek Štumberger             | Štehvanje                  | Konrad Doler / Dragica Škerlevaj / Ati Soss                   |                                      |
| 14. | New Swing kvartet             | Bratje                     | Milan Ferlež / Ivo Štrakl / Milan Ferlež                      |                                      |
| 15. | Jože Kobler                   | Pohorje zeleno             | Boris Kovačič / Marjan Stare / Milan Mihelič                  |                                      |
| 16. | Helena Verglez & Rudi Trojner | Maškeradna                 | Jože Kreže / Olga Weissbacher / Jože Privšek                  |                                      |